# Santiago Lachiguiri
Santiago Lachiguiri är en kommun i Mexiko.   Den ligger i delstaten Oaxaca, i den sydöstra delen av landet, 500 km sydost om huvudstaden Mexico City.
Följande samhällen finns i Santiago Lachiguiri:
- Santa María Nativitas Coatlán
- San Miguel
- Villa la Esperanza
- Llano Coyul
- Loma Esperanza
- Lagunas
- Santo Domingo la Reforma
- Arroyo Maguey